# Kalety
Kalety là một thị trấn thuộc huyện Tarnogórski, tỉnh Śląskie ở nam Ba Lan. Thị trấn có diện tích 76 km². Đến ngày 1 tháng 1 năm 2011, dân số của thị trấn là 8681 người và mật độ 114 người/km².